# David Pearson
David Gene Pearson (Spartanburg, 22 dicembre 1934 – Spartanburg, 12 novembre 2018) è stato un pilota automobilistico statunitense, specializzato nelle stock car, vincitore di tre titoli Grand National (quello che oggi è la NASCAR Sprint Cup Series), nelle stagioni 1966, 1968 e 1969.
Assieme a Dale Earnhardt (1º posto), Jimmie Johnson (2º posto), Richard Petty (3º posto) e Jeff Gordon (4º posto) è nella lista dei "Top Five piloti NASCAR di tutti i tempi" (Top 5 NASCAR Drivers of All-Time). Infatti questi cinque piloti si sono aggiudicati 26 dei 63 titoli NASCAR.

## Biografia
Nato a Spartanburg, nella Carolina del Sud, il figlio Larry (nato nel 1953) ha, pure lui, corso negli anni 1980 nelle serie NASCAR.
Rookie of the Year per l'anno 1960, dopo le 200 vittorie NASCAR di Richard Petty, le sue 105 costituiscono il secondo miglior risultato di ogni epoca.

## Palmarès
- nella NASCAR Grand National del 1966, 1968 e 1969